# Ida Engvoll
Ida Engvoll (* 6. října 1985 Söderhamn, Švédsko) je švédská divadelní, filmová a televizní herečka.

## Životopis
Vyrostla ve městě Stråtjära v provincii Hälsingland. Po divadelním a hudebně zaměřeném vzdělání na středních školách Torsbergsgymnasiet v Bollnäs, Wendelsbergs Folkhögskola a Birkagårdens folkhögskol, absolvovala v letech 2007–2010 Divadelní akademii ve Stockholmu. Poté byla také jednou z editorek teatrologické teoretické antologie Att gestalta kön. Berättelser om scenkonst, makt och medvetna val (Formovat pohlaví. Příběhy divadelního umění, síla a vědomé volby). Antologie vycházela z celostátního divadelního výzkumu na divadelních akademiích v roce 2009. Od roku 2010 začala působit na prknech Stockholmského městského divadla (Stockholms stadsteater).
V letech 2015–2016 hrála titulní roli seriálové adaptaci knižní série Åsy Larssonové o právničce Rebece Martinssonové. V roce 2020 se představila mezinárodnímu publiku v roli konzultantky Sofie v seriálu Láska a anarchie.

## Ocenění
- V roce 2010 získala kulturní stipendium obce Söderhamn.
- V roce 2011 získala za svůj výkon v divadelní hře kulturní stipendium Rotary Stockholm Humlegården
- V roce 2013 získala stipendium a uměleckou cenu Marianne a Sigvarda Bernadotteových

## Filmografie
| Rok       | Název                               | Role                     | Poznámky                                                    |
| --------- | ----------------------------------- | ------------------------ | ----------------------------------------------------------- |
| 2009      | Stíny na Stockholmem                | Maria Fors               | televizní seriál, díl: „Žena v dřevěné rakvi“               |
| 2011      | Gustafsson 3 tr                     | Greta                    | televizní seriál, díl: „Fredriks nya mamma“                 |
| 2011      | Anno 1790                           | Hedvig Fälth             | televizní seriál, díl: „De dödas röster “                   |
| 2012      | Arne Dahl: Evropské blues           | Dyta                     | televizní minisérie                                         |
| 2013      | Den fördömde                        | Sandra Heed              | televizní seriál, díl: „Tredje fallet“                      |
| 2013      | Mig äger ingen                      | Lisa                     |                                                             |
| 2013      | Fjällbackamorden: Ljusets drottning | Fia                      | televizní film                                              |
| 2013      | Bäst före                           | Katja                    |                                                             |
| 2013      | Zločiny z vášně: Smrt milovaného    | Lil                      |                                                             |
| 2014      | Medicinen                           | Linda                    |                                                             |
| 2015      | Most                                | Tina                     | televizní seriál                                            |
| 2015      | Muž jménem Ove                      | Sonja                    |                                                             |
| 2015      | The Team                            | Kit Ekdal                | televizní seriál                                            |
| 2015      | I nöd eller lust                    | Hanna                    |                                                             |
| 2015      | The Fourth Man                      | Stein                    | minisérie                                                   |
| 2015 2017 | Der Kommissar und das Meer          | Elsa Norén Marit Ulander | televizní seriál, díl: „Wilde Nächte“ díl: „Der wilde Jack“ |
| 2016      | Vzhůru do vesmíru!                  |                          |                                                             |
| 2017      | Rebecka Martinsson                  | Rebecka Martinsson       | hlavní role                                                 |
| 2017–2018 | Patchworková rodina                 | Therese                  | televizní seriál                                            |
| 2017–2019 | Restaurant                          | Ester                    | televizní seriál                                            |
| 2018      | Andra Åket                          | Yvette                   | televizní seriál                                            |
| 2019      | Secret Chord                        | Izzy                     | krátký film                                                 |
| 2020      | Láska a anarchie                    | Sofie                    | televizní seriál, hlavní role                               |

## Divadlo
| Rok  | Role              | Představení a autor                                              | Režie                | Divadlo                       |
| ---- | ----------------- | ---------------------------------------------------------------- | -------------------- | ----------------------------- |
| 2009 |                   | Swedish History X August Strindberg                              | Pontus Stenshäll     | Teaterhögskolan ve Stockholmu |
| 2010 | Hilde Wangelová   | Paní z moře Henrik Ibsen                                         | Ole Anders Tandberg  | Stockholms stadsteater        |
| 2010 | Beata Rosmerová   | Rosmersholm Henrik Ibsen                                         | Ole Anders Tandberg  | Stockholms stadsteater        |
| 2010 | Krysařka          | Eyolfek Henrik Ibsen                                             | Ole Anders Tandberg  | Stockholms stadsteater        |
| 2011 | Harper Amaty Pitt | Andělé v Americe Tony Kushner                                    | Eva Dahlman          | Stockholms stadsteater        |
| 2011 | Zara              | Očista Sofi Oksanen                                              | Åsa Melldahl         | Stockholms stadsteater        |
| 2012 | Wendy Darling     | Petr Pan a Wendy James Matthew Barrie v nové verzi Anderse Duuse | Pia Johansson        | Stockholms stadsteater        |
| 2013 | Duňaša            | Višňový sad Anton Pavlovič Čechov                                | Eirik Stubø          | Stockholms stadsteater        |
| 2016 | Sáša              | Ivanov Anton Pavlovič Čechov                                     | Alexander Mørk-Eidem | Dramaten                      |